# Хохловка
Хохло́вка (рос. Хохловка) — селище у складі Бакчарського району Томської області, Росія. Входить до складу Парбізького сільського поселення.

## Населення
Населення — 2 особи (2010; 0 у 2002).